# ترنس‌مش
ترنس‌مَش‌هلدینگ (به روسی: Трансмашхолдинг) بزرگ‌ترین تولیدکننده لوکوموتیو و خودروهای ریلی در روسیه و از شرکت‌های بزرگ جهان در زمینه فناوری ترابری است. این شرکت ۱۴ کارخانه تولیدی در روسیه، یک کارخانه تولیدی در آلمان و یک کارخانه تولیدی نیز در آرژانتین دارد. این شرکت برای مترو باکو و مترو ورشو خودروهای ریلی تولید کرده‌است.
این شرکت همچنین مالک شرکت پنزادیزل‌مش که موتور لوکوموتیو و محصولات مرتبط با آن را تولید می‌کند، می‌باشد.

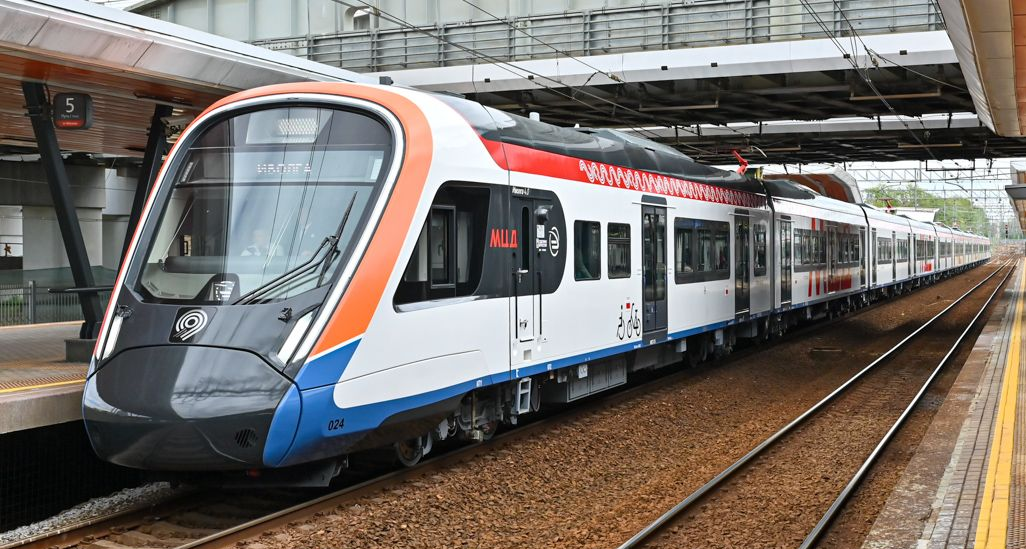
قطار الکتریکی تولیدشده در ترنس‌مش

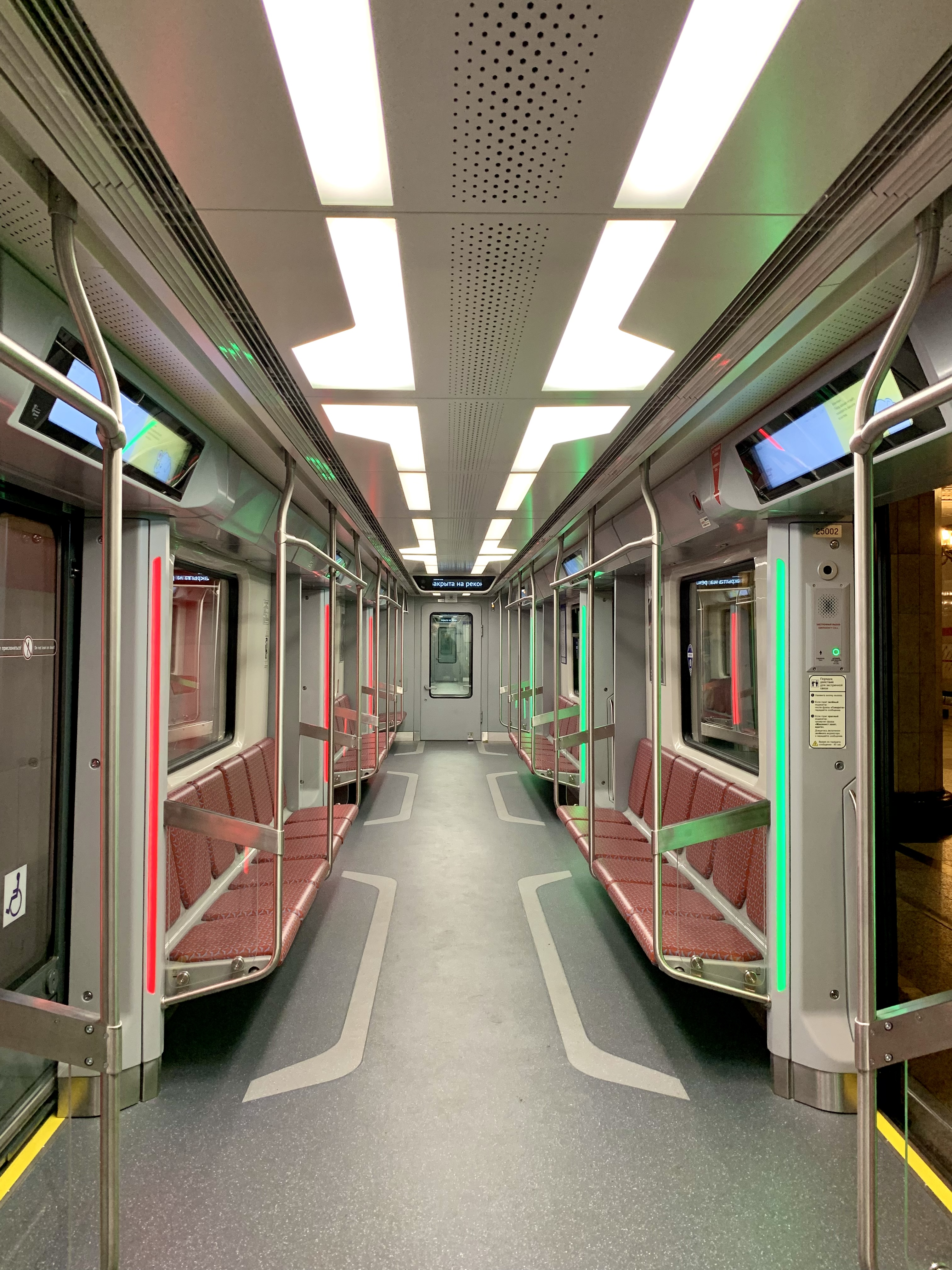
نمای داخلی از واگن‌های متروی سنت پترزبورگ تولیدشده توسط ترنس‌مش